# Macrophya sanguinolenta
Macrophya sanguinolenta är en stekelart som först beskrevs av Gmelin 1790.  Macrophya sanguinolenta ingår i släktet Macrophya, och familjen bladsteklar. Arten är reproducerande i Sverige.